# Roewe

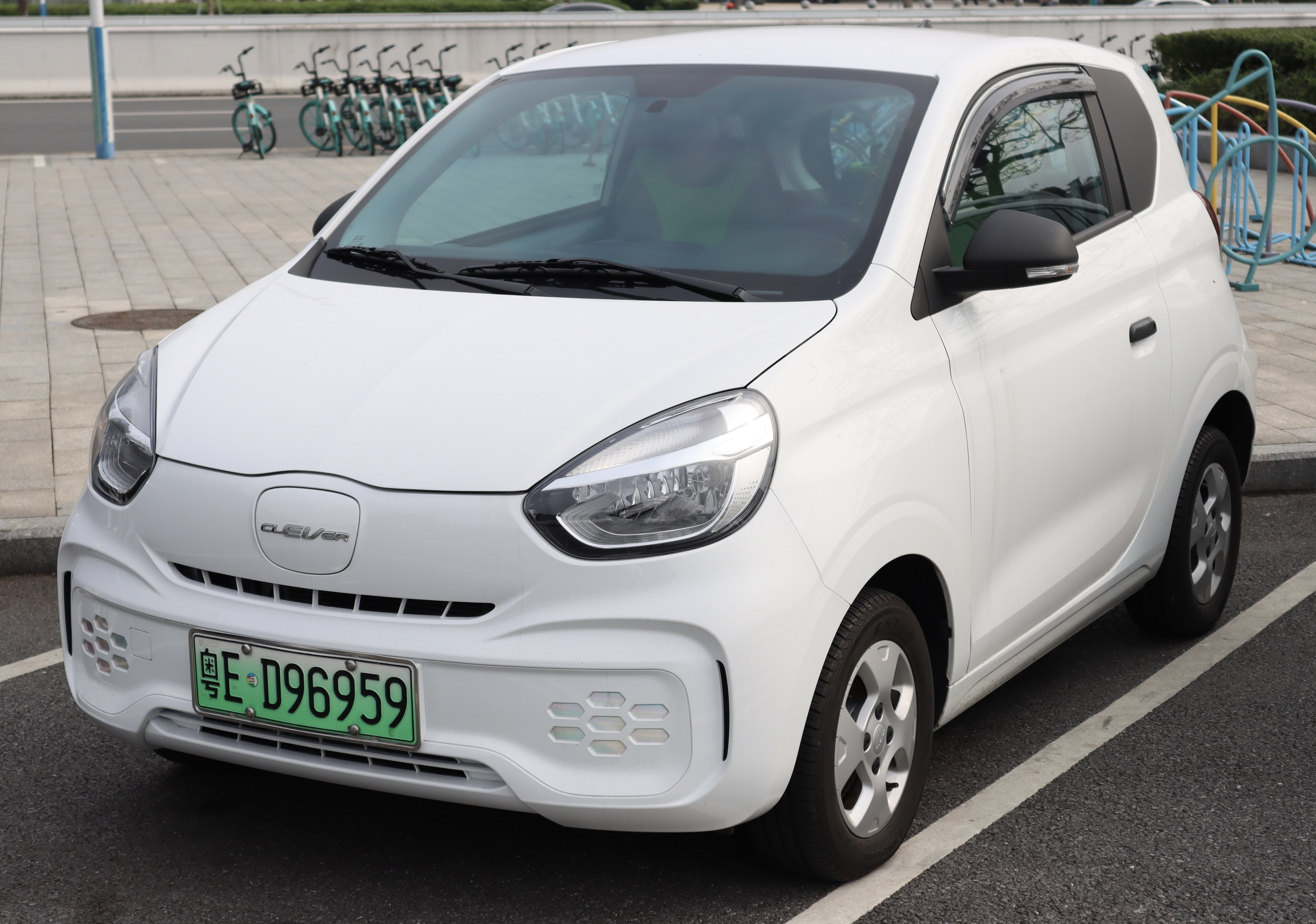
Roewe Clever

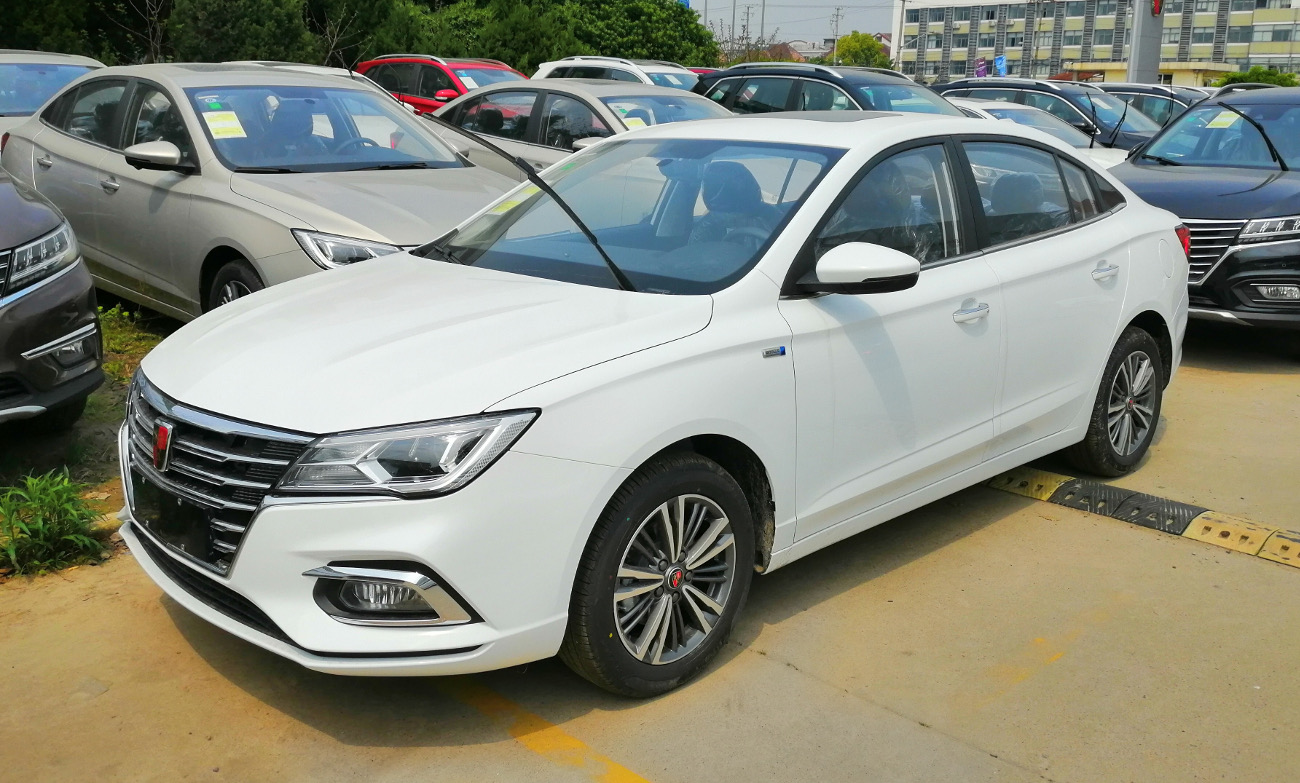
Roewe i5

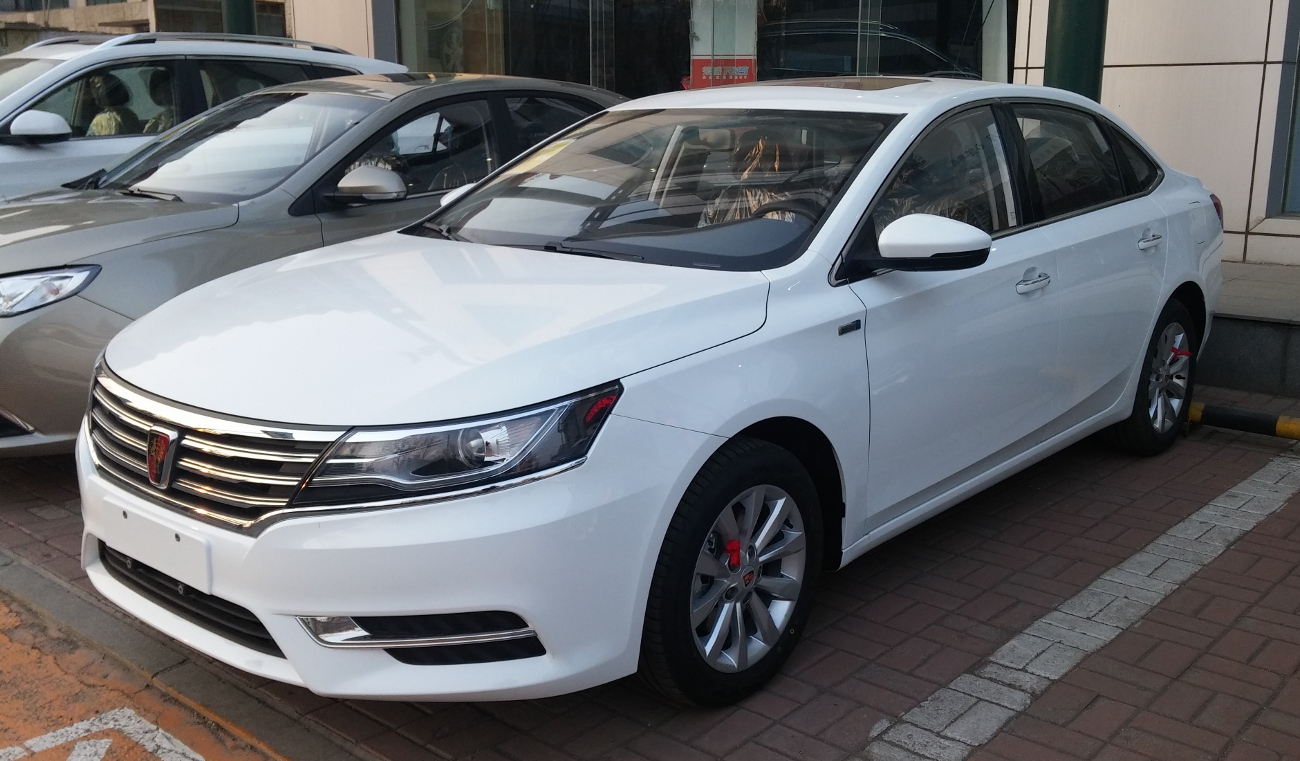
Roewe i6

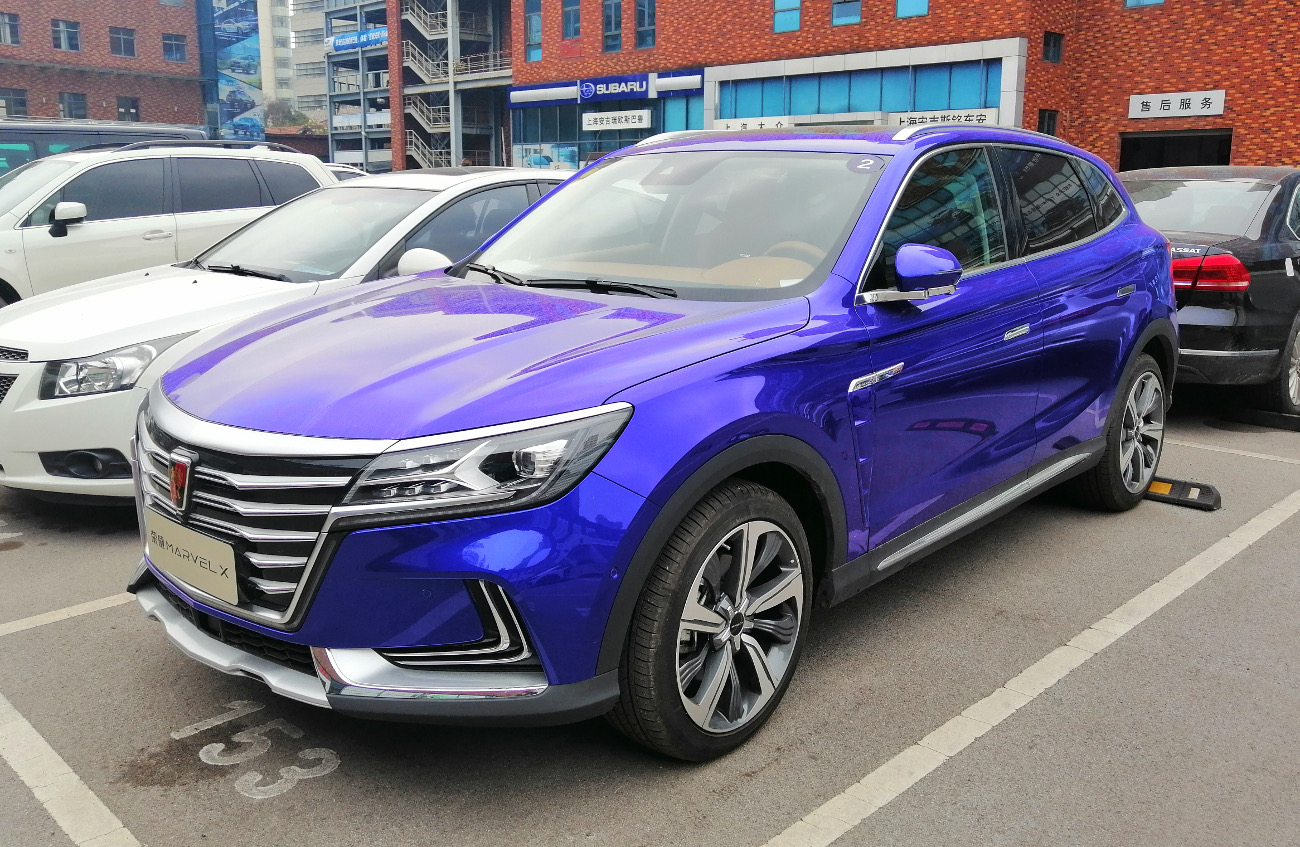
Roewe Marvel X

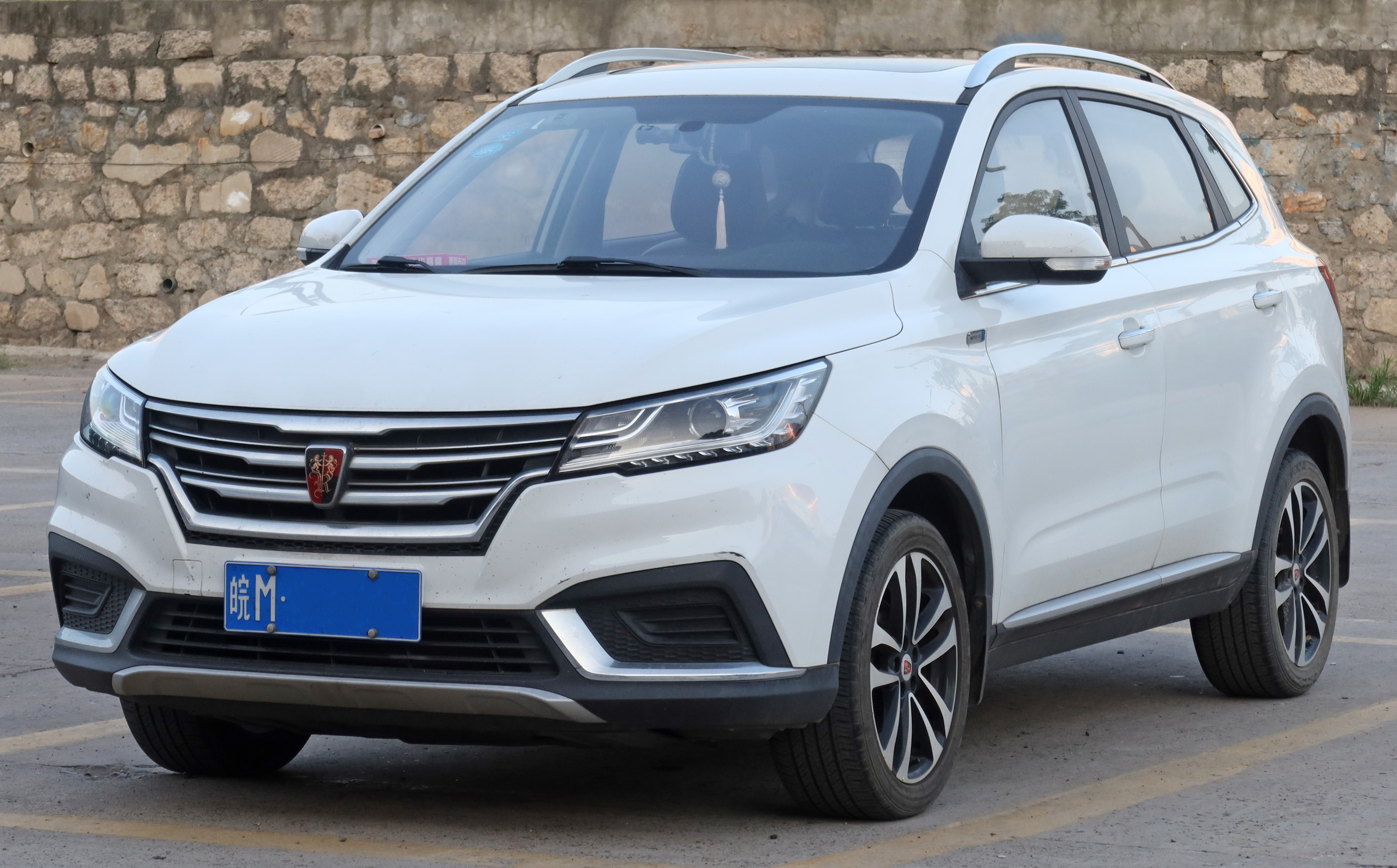
Roewe RX3

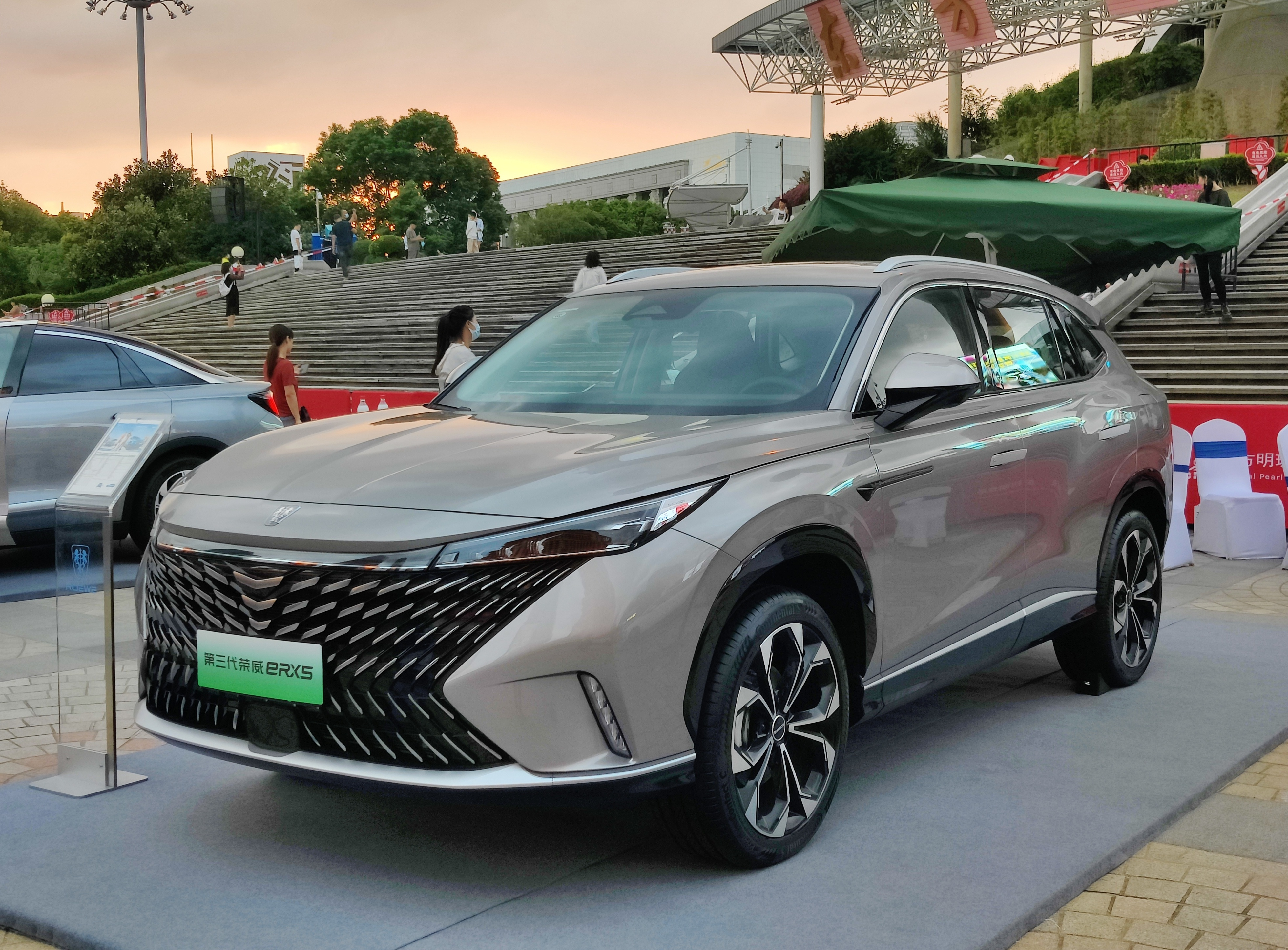
Roewe RX5

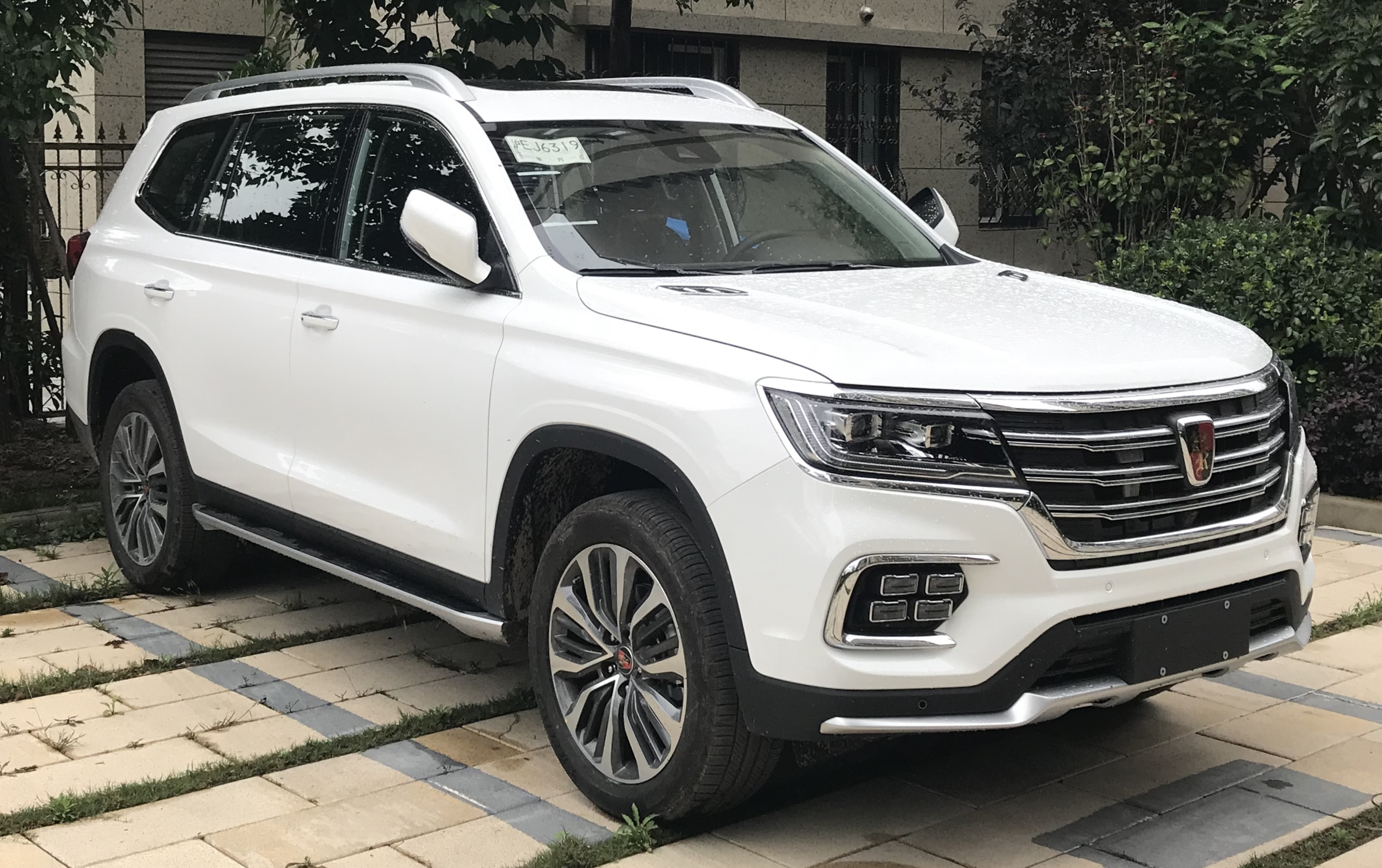
Roewe RX8

Roewe (chinesisch 荣威) ist eine Automarke des chinesischen Konzerns SAIC (上汽).

## Markengeschichte
SAIC Motor aus Shanghai kaufte 2004 die Baurechte der Modelle 25 und 75 vom insolventen britischen Hersteller Rover. Die Markenrechte am Namen Rover sowie das Logo gehörten nicht dazu. SAIC entwickelte daher die Marke Roewe. Im Chinesischen klingt das wie „rong wei“, was so viel wie „ruhmreiche Kraft“ bedeutet.  Die Aussprache ist in etwa wie englisch wrong way. International werden Roewe-Fahrzeuge meist unter der Marke MG vertrieben. Beim Logo wurde die Form und die Farbauswahl von Rover beibehalten.
Nach der Rover-Übernahme wurde die Produktion nach Nanjing verlegt. 2006 entstanden Vorserienmodelle. Im Januar 2007 begann die Serienfertigung. Die jährlichen Mitteilungen des Konzerns geben SAIC Motor Corporation Limited Passenger Vehicle Branch, kurz SAIC Passenger Vehicle, als Hersteller an.
Aus der 2020 eingeführten Submarke R für Elektroautos entstand im Oktober 2021 die eigenständige Marke Rising Auto.

## Fahrzeuge
Bei einigen Fahrzeugen gibt es Verbindungen zu Modellen anderer Marken des Konzerns. Dazu gehören Buick von SAIC General Motors, Maxus und MG.
Nachstehend die aktuellen Modelle, zu denen Verkaufszahlen in China bekannt sind:
- Clever (seit März 2020) Elektroauto[7]
- D5X (seit 2024)[8]
- D6 (seit 2025)[9]
- D7 (seit 2023)[10]
- i5 (seit März 2018) Nachfolger des 360, Plattform und Motoren vom Buick Excelle[11]
- i6 Max (seit September 2020)[12]
- iMax8 (seit Oktober 2020)[13]
- M7 (ab 2025)[14]
- RX5 (seit Juli 2016) ähnlich MG GS und MG HS[15]
- RX8 (seit April 2018) ähnlich Maxus D90[16]
- RX9 (seit 2023)[17]

Und die eingestellten Modelle:
- 350 (2010–2018)[18]
- 360 (2015–2019) ersetzt durch i5[19]
- 550 (2008–2017) ersetzt durch i6[20]
- 750 (2007–2016) Nachfolger des Rover 75, ersetzt durch i6[21]
- 950 (2012–2019) Basis Buick LaCrosse[22]
- E50 EV (2012–2018)[23]
- e550 PHEV (2015–2018) Variante des 550 mit Hybridantrieb[24]
- e950 (2016–2020) Variante des 950 mit Hybridantrieb[25]
- i6 (2017–2021) Nachfolger von 550 und 750[26]
- Jing (2022–2023)[27]
- Lomemo (2022–2023)[28]
- Marvel X (2018–2021) Variante des geplanten RX7 mit Elektromotor[29]
- RX3 (2017–2023) ähnlich MG ZS[30]
- RX5 Max (2019–2023)[31]
- W5 (2011–2017)[32]

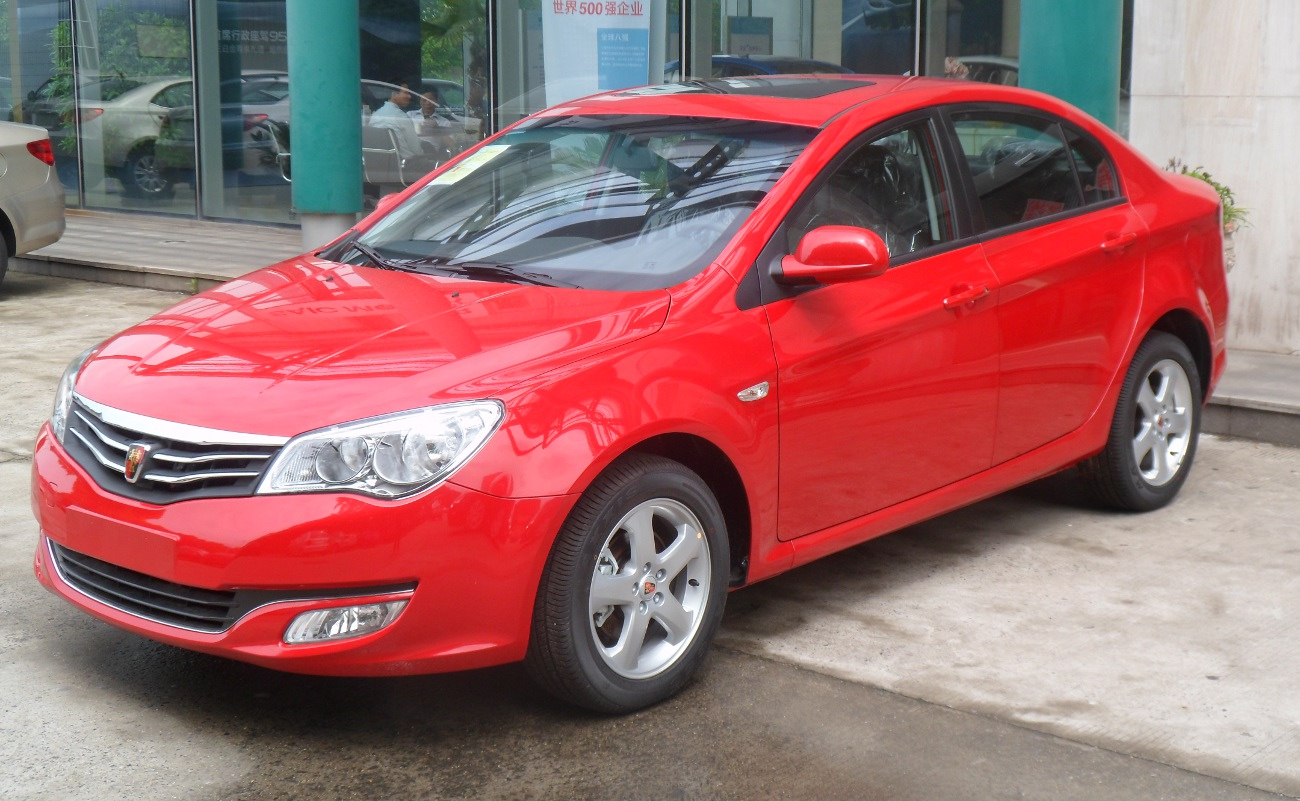
Roewe 350
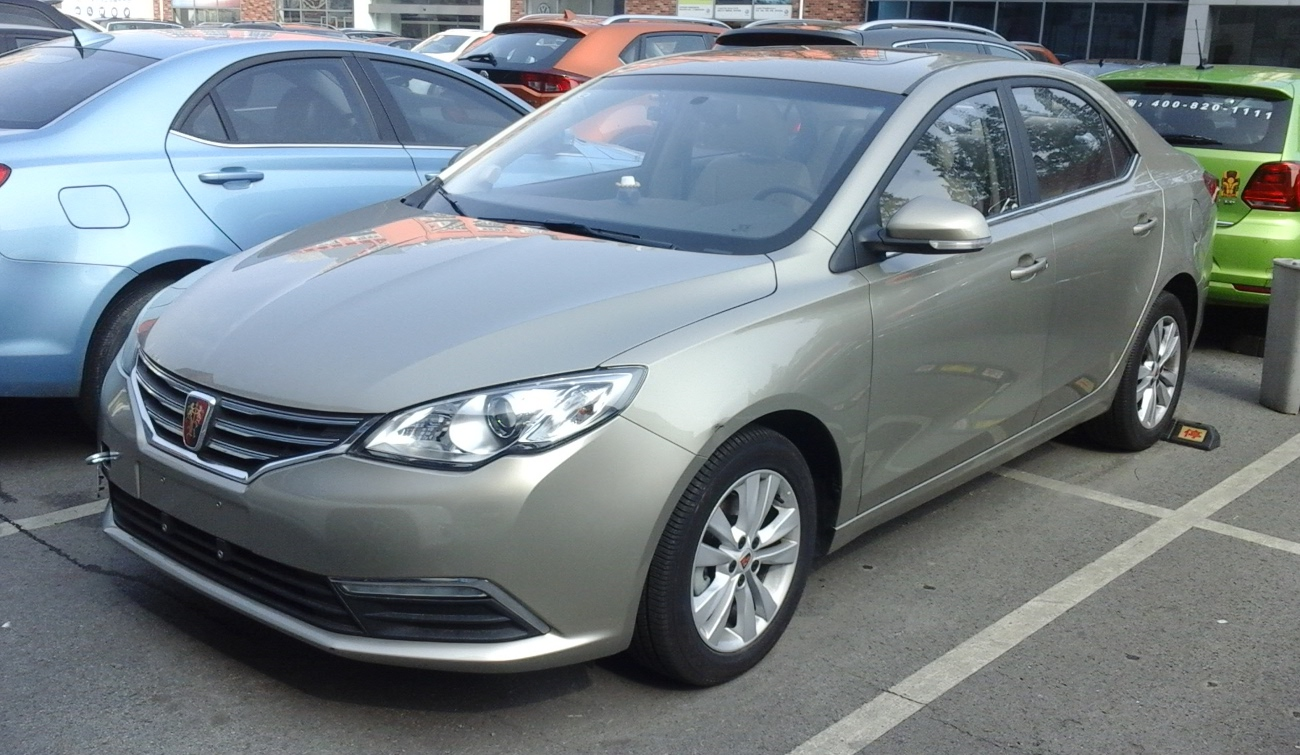
Roewe 360
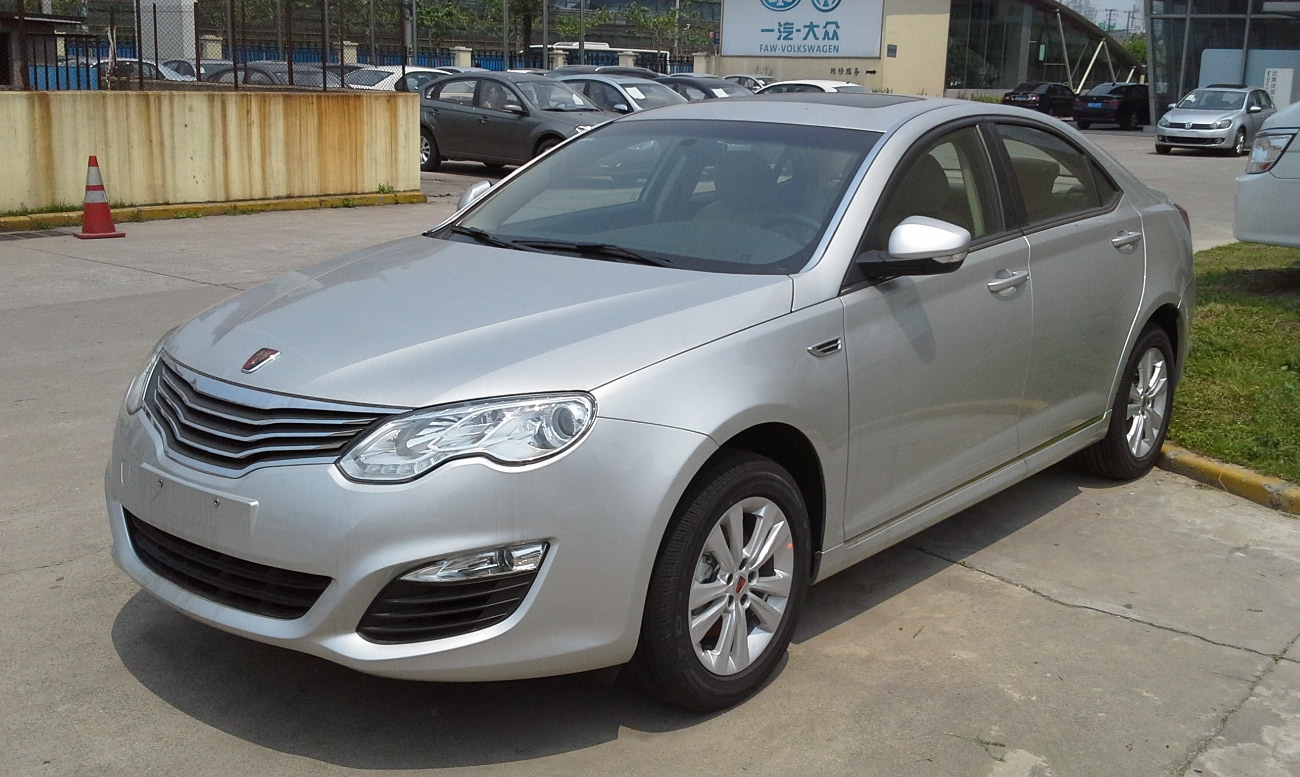
Roewe 550
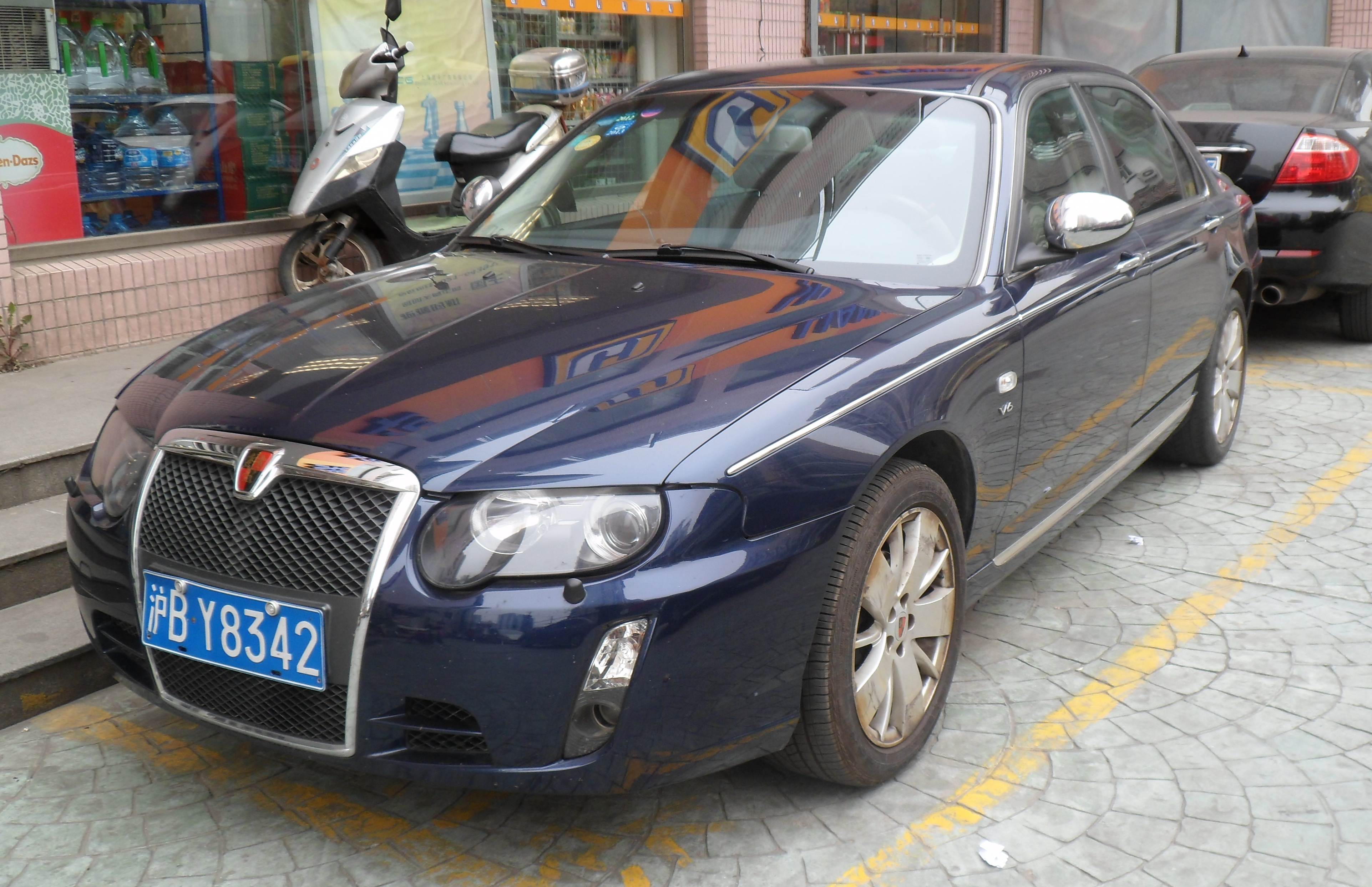
Roewe 750
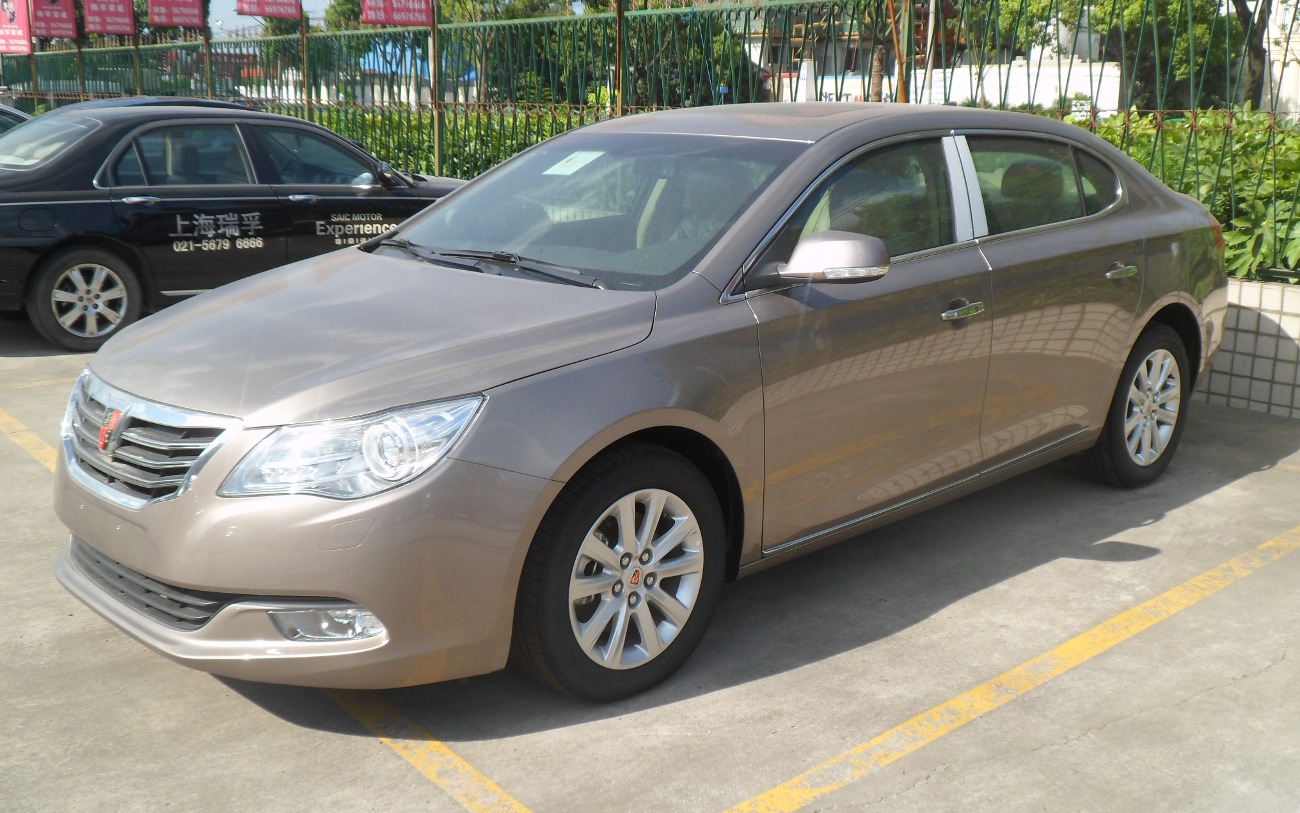
Roewe 950
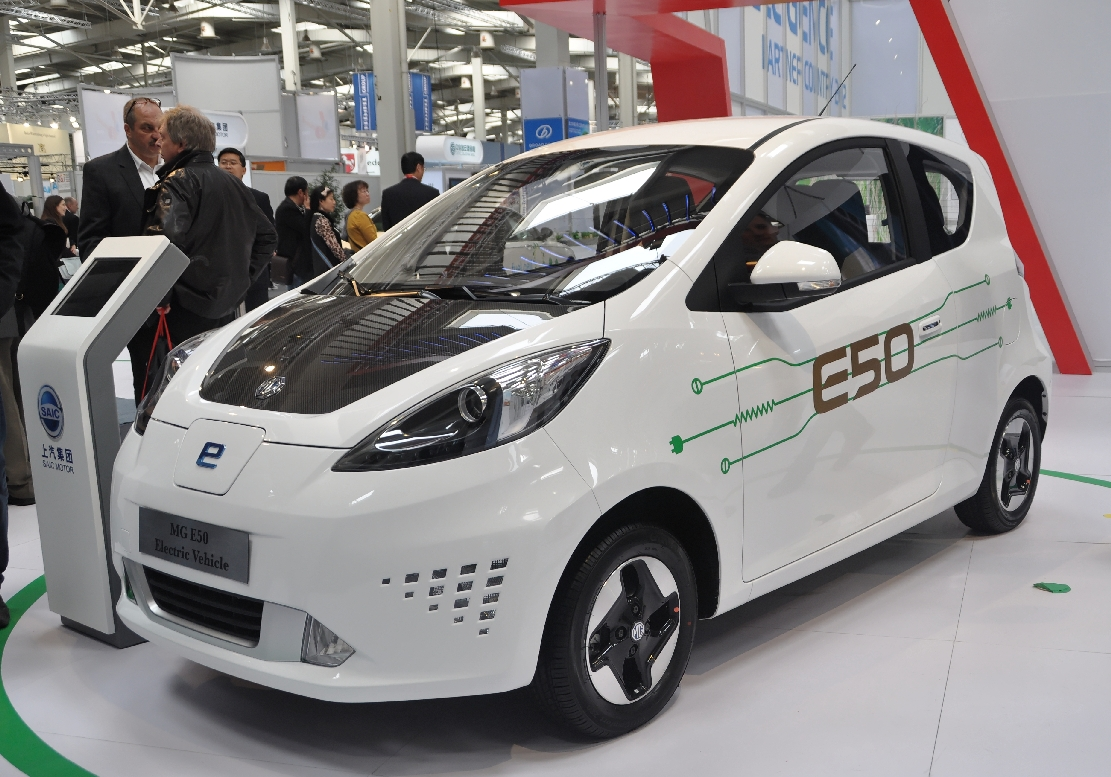
Roewe E50 EV
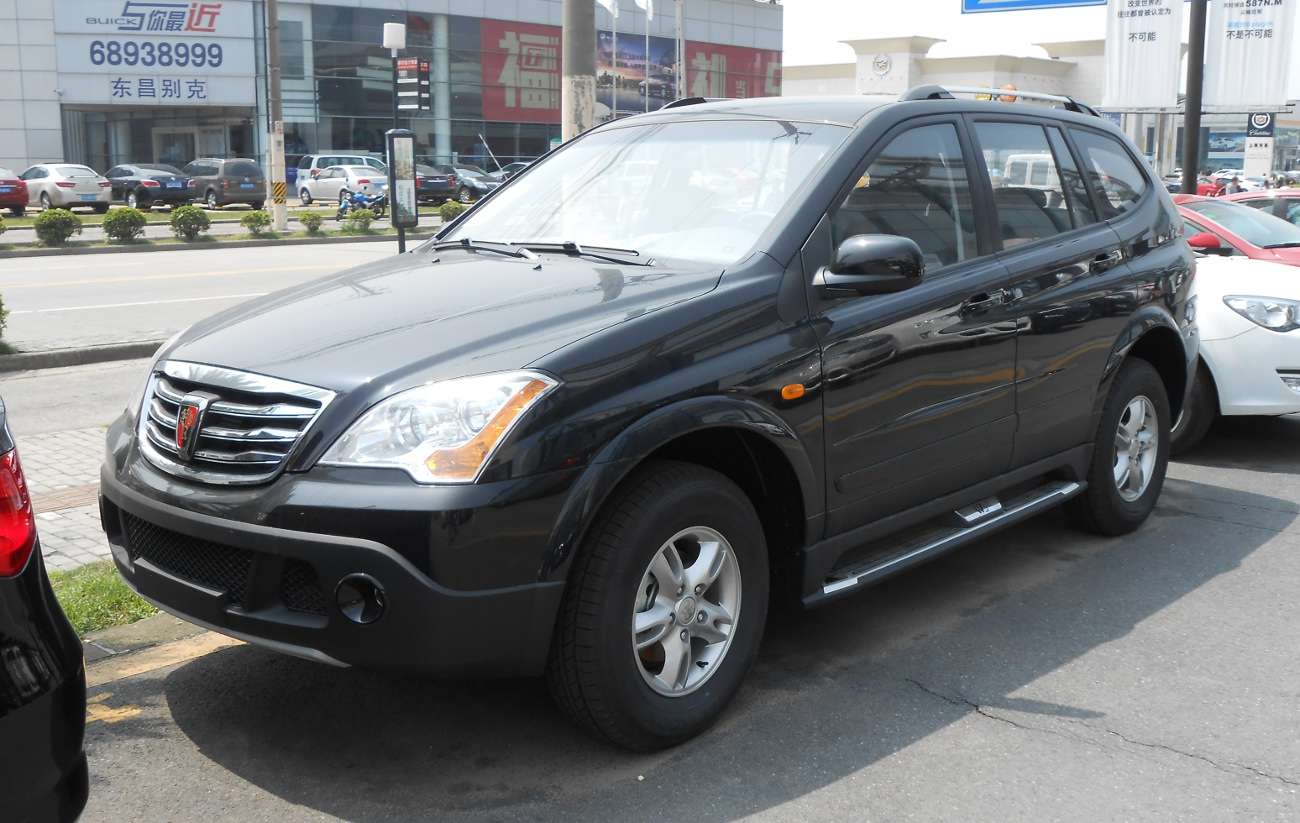
Roewe W5

## Verkaufszahlen in China
Zwischen 2007 und 2022 sind in der Volksrepublik China insgesamt 3.441.044 Neuwagen von Roewe verkauft worden. Mit 479.156 Einheiten war 2018 das erfolgreichste Jahr.
| Jahr                             |      |  | Stück   |         |
| 2007                             | 2007 |  | 13.772  | 13.772  |
| 2008                             | 2008 |  | 25.063  | 25.063  |
| 2009                             | 2009 |  | 67.402  | 67.402  |
| 2010                             | 2010 |  | 131.001 | 131.001 |
| 2011                             | 2011 |  | 113.313 | 113.313 |
| 2012                             | 2012 |  | 127.807 | 127.807 |
| 2013                             | 2013 |  | 155.336 | 155.336 |
| 2014                             | 2014 |  | 127.801 | 127.801 |
| 2015                             | 2015 |  | 99.639  | 99.639  |
| 2016                             | 2016 |  | 241.328 | 241.328 |
| 2017                             | 2017 |  | 386.622 | 386.622 |
| 2018                             | 2018 |  | 479.156 | 479.156 |
| 2019                             | 2019 |  | 426.128 | 426.128 |
| 2020                             | 2020 |  | 378.841 | 378.841 |
| 2021                             | 2021 |  | 368.716 | 368.716 |
| 2022                             | 2022 |  | 299.119 | 299.119 |
| Verkaufszahlen in China, Quelle: |      |  |         |         |